# Balkenendenorm

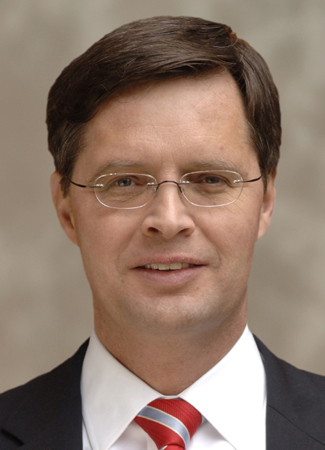
Jan Peter Balkenende in 2007

De balkenendenorm (ook premiernorm) is de verzamelnaam voor een serie wettelijke en vrijwillige normen, die samen bepalen dat openbare bestuurders in Nederland niet meer mogen verdienen dan de bezoldigingsnorm voor topfunctionarissen in artikel 2.3, eerste lid, van de Wet normering topinkomens (WNT-norm) (2024: €233.000 per jaar).
Oorspronkelijk was de norm 130 procent van een ministerssalaris. De balkendenorm is per 1 januari 2013 geformaliseerd in de Wnt, die al in 2006 voorafgegaan werd door de Wet openbaarmaking uit publieke middelen gefinancierde topinkomens (Wopt).
De balkenendenorm is vernoemd naar Jan Peter Balkenende, van 2002 tot 2010 minister-president in de kabinetten Balkenende I, II, III en IV. De norm is tot stand gekomen nadat in voorafgaande jaren toenemende maatschappelijke verontwaardiging was ontstaan over de hoge salarissen (en ontslagvergoedingen) voor openbare bestuurders, vooral als bovendien sprake was van slecht functionerende bestuurders.

## Van vrijwillig instrument naar wettelijke norm
Topinkomens bij de overheid die hoger zijn dan het gemiddeld belastbaar jaarloon van ministers zijn openbaar en moeten jaarlijks worden gepubliceerd. Tot 2013 was de balkenendenorm geen verplichte norm en geen formeel instrument. Het salaris van een minister bedroeg in 2011 op jaarbasis 144.000 euro, inclusief vakantiegeld en eindejaarsuitkering. Naast zijn salaris krijgt een minister een vaste onkostenvergoeding. Tevens maakt hij aanspraak op een aantal andere tegemoetkomingen en voorzieningen. In 2010 bedroeg de norm 193.000 euro. In 2011 ging het eveneens om 193.000 euro en in 2013 om 228.599 euro. In 2018 was de balkenendenorm 187.000 euro. In 2021 was de maximumbeloning 209.000 euro. Op 15 november 2021 publiceerde De Rijksoverheid de nieuwe regeling in de Staatscourant die bepaalde dat bestuurders van organisaties en instellingen die onder de Wet normering topinkomens (Wnt) vallen in 2022 ten hoogste 216.000 euro mochten verdienen.

## Praktijk
In 2009 zaten in Nederland zo'n 2.039 werknemers boven de norm, 6% meer dan in 2008. Driekwart van hen werkt in de zorg; daarvan is bijna de helft medisch specialist. 
In januari 2013 stuurde minister van Binnenlandse Zaken Ronald Plasterk naar aanleiding van de net aangenomen Wnt een brief naar de Tweede Kamer met daarbij een lijst van 2.651 werknemers die boven de norm verdienden. Volgens onderzoek van De Groene Amsterdammer zijn in 2004-2014 de topsalarissen met gemiddeld 4% gestegen.
In 2015 liet een evaluatie van de Wnt zien dat de norm toen nog slechts vijf keer overtreden was, waarmee de wet als een politiek succes beschouwd werd. Wel kent de Wnt diverse mazen die veroorzaken dat bestuurders van bepaalde instellingen niet onder de norm vallen en dus veel hogere beloningen krijgen toebedeeld. Voorbeelden hiervan zijn bestuurders bij financiële instellingen als De Nederlandsche Bank en de Autoriteit Financiële Markten, bij nutsbedrijven zoals Alliander en TenneT en bij de Schiphol Group.
Een neveneffect van de norm is dat in de subtop van het openbaar bestuur een competitie is ontstaan. Door de openbaarheid kunnen bestuurders van kleine instellingen hun salaris makkelijker vergelijken met dat van hun grotere collega's en door de wettelijke norm is er een duidelijk streefcijfer. Bovendien bevat de Wnt criteria voor beloningen die onder andere afhangen van de grootte van instellingen. Fuseren houdt voor bestuurders zodoende bijna automatisch een loonsverhoging in. De nauwelijks gedefinieerde 'complexiteit' kan volgens critici risicozoekend gedrag in de hand werken.

## Incidenten

### Centraal Orgaan Opvang Asielzoekers
Als functionarissen die geheel of grotendeels betaald worden uit publieke fondsen, zoals directeuren van zorginstellingen, zichzelf een hoog salaris toebedelen, kan dat leiden tot publieke verontwaardiging. In 2011 overkwam dat Nurten Albayrak, voormalig bestuursvoorzitter van het Centraal Orgaan opvang asielzoekers, die naast het te hoge salaris dat zij zichzelf zou hebben toegekend (273.000 euro in plaats van 193.000 euro) ook een te dure dienstauto zou hebben aangeschaft. Minister Gerd Leers stelde haar op non-actief.

### TU Delft
Voormalig secretaris-generaal van het ministerie van Buitenlandse Zaken Dirk Jan van den Berg, later bestuursvoorzitter van de TU Delft, overschreed in 2009 de balkenendenorm, hoewel hij het jaar daarvoor met toenmalig minister Plasterk een akkoord had bereikt waarbij hij onder de norm zou blijven. Van den Berg verdiende toen 245.000 euro; de norm was 182.000 euro. Het ministerie van Onderwijs vorderde 19.000 euro terug, maar Van den Berg betaalde niet; de universiteit deed dat voor hem. In 2010 zat Van den Berg wederom 40.000 euro boven de norm. Sinds de ingang van het nieuwe contract van Van den Berg was zijn salaris conform de Wet normering topinkomens.

### Friesland College
Voormalig bestuursvoorzitter Klaas Koops van mbo-instelling "Friesland College" vertrok daar op 1 september 2010. Zijn totale salaris bedroeg ruim 550.000 euro, inclusief de vertrekregeling. Oorspronkelijk zou Koops nog meer ontvangen, maar daar stak het ministerie van Onderwijs een stokje voor.

### De Nederlandsche Bank
Nout Wellink, van 1 juli 1997 tot juli 2011 president van de Nederlandsche Bank, had een salaris van 407.000 euro, ruim boven de norm. Wellink liet indertijd weten dat het salaris van de premier geen maatstaf zou moeten zijn en noemde de balkenendenorm "idioot". Hij werd over deze uitspraak berispt door Wouter Bos, toenmalig vicepremier (van 2007 tot 2010) in het kabinet-Balkenende IV.

### Publieke omroep
Bij de publieke omroep (NPO) werkten in 2013 zeven presentatoren die meer verdienden dan de balkenendenorm. Zes daarvan waren in loondienst; drie van de zeven presentatoren zaten bij de VARA, twee bij BNN, twee bij de TROS, één vanuit een BV. In 2007 zaten bij de VARA nog zes 'boegbeelden' boven de norm. Bij de VARA de bestbetaalde, met 502.968 euro per jaar. De NPO heeft de namen van de betrokkenen niet bekendgemaakt. Het bedrag boven de norm wordt door de omroepverenigingen zelf betaald en komt dus niet uit belastinggeld. Hooggesalarieerden binnen de omroep zijn Matthijs van Nieuwkerk (493.420 euro), Paul de Leeuw (377.174 euro), Antoinette Hertsenberg (376.000 euro) en Dominique Weesie (213.229 euro) (cijfers over 2012/13). Sommige bekende tv-persoonlijkheden hebben aanzienlijke vermogens opgebouwd: Ivo Niehe meer dan 10 miljoen euro (2008), Paul de Leeuw bijna 7 miljoen, Rik Felderhof circa 6,5 miljoen. Mart Smeets, Jeroen Pauw (2006), Marc Dik en Bert van Leeuwen zijn allen goed voor rond de 2,5 miljoen euro.

### Zorgsector
In 2009 verdiende 19% van de ziekenhuisdirecteuren meer dan de balkenendenorm. In 2010 werkte driekwart van de topbestuurders die meer verdienden dan de balkenendenorm in de zorgsector. In de zorg werd de balkenendenorm dan ook niet toegepast. Volgens minister Schippers van Volksgezondheid, Welzijn en Sport was de norm te globaal om te worden toegepast. De balkenendenorm is immers onafhankelijk van de omvang van de instelling en de complexiteit van het productieproces en dus van de functiezwaarte, aldus Schippers in 2011. Om die reden was er voor de zorg een andere norm die wél rekening hield met ten eerste de diversiteit aan functiezwaartes van de verschillende zorgbestuurders én, ten tweede, met de in de zorg bestaande salarisopbouw die in zorg-cao’s is vastgelegd. Het betrof hier de zogeheten Beloningscode Bestuurders in de Zorg (BBZ) die op 1 september 2009 werd vastgesteld en alleen gold voor nieuwe contracten vanaf die datum. Toch verdienden alleen al in de ouderenzorg in 2010 nog steeds 31 managers meer dan het maximum van 193.000 euro uit hun eigen beloningscode. De salarissen binnen de ouderenzorg stegen bovendien snel: in 2011 was het topinkomen gestegen tot 327.075 euro en in 2012 tot 559.954 euro. Toen de balkenendenorm via de Wet normering topinkomens dreigde een wettelijke norm te worden, spande de Nederlandse Vereniging van Bestuurders in de Zorg (NVZD) (voorheen Nederlandse Vereniging van Ziekenhuisdirecteuren) een rechtszaak aan tegen de Staat der Nederlanden. Maar omdat de wet ook een overgangsregeling bevat, meende de rechtbank dat zorgbestuurders die nu méér verdienen dan het nieuwe maximum, voldoende tegemoet werden gekomen. De balkenendenorm geldt dus ook in de zorgsector.